# 동경 아리랑
《"동경 아리랑"》은 1990년에 개봉한 대한민국의 영화 작품이다. 1989년에 배우 손창호가 자작 집필한 원작 소설 작품(중편 도쿄 아리랑)을 이듬해 1990년에 손창호 본인이 영화의 시나리오 각본도 맡아, 영화감독 박형서와 함께 공동 감독하여 제작 발표했다.

## 캐스팅
- 우연희 : 장선희 역

장남득과 길풍숙의 2녀 가운데 막내딸
- 허윤정 : 서미희 역

일본 도쿄 한인 24세 뱀띠 유학생. 1984년 6월(20세 당시)에 일본 유학 이후, 1988년 3월 당시 도쿄 대학교 농학과 4학년 1학기 재학생이자 24세.
- 손창호 : 김인식 역

일본 도쿄 노총각 33세 원숭이띠 한인 유학생. 1982년 11월(27세 당시)에 일본 유학 이후, 1988년 3월 당시 와세다 대학교 상학과 4학년 2학기 재학생이자 33세.
- 김동현 : 오오 지시(대웅 치자) 역

아무리 일본 도쿄가 주요 기반은 주요 기반이지만, 일본 교토가 고향인, 일본인 아버지(오오 쿠보)와 타이완인 어머니 사이에서 출생한 일본 남자로, 친할머니가 한국인이고, 친할아버지는 일본인.
- 최인숙 : 이인자(이 마담 히토코) 역 - 일본 도쿄 서구 카페 마담 히토코.
  - 전채원 : 이인자(이 마담 히토코)의 어린 시절 - 어린 시절의 일본 도쿄 한인 교민 히토코.
- 박규채 : 장형민(장 회장) 역

장선희 아버지 장남득의 셋째 숙부(막내 삼촌). 《부산 해운대 낙춘 호텔》의 허울뿐인 바지 회장.
- 이대로 : 한길수 역

장남득과 길풍숙의 큰딸의 시아버님.
- 트위스트 김 : 권승모(브로커) 역

말레이시아 콸라 룸푸르 한국인 교민 출신으로, 일본 도쿄에 잠시 다녀감.
- 장혁 : 오오 쿠보(대웅 구보) 역

오오 지시(대웅 치자)의 아버지. 일본인 아버지와 한국인 어머니 사이에서 출생했으며, 병으로 작고한 아내는 원래 타이완의 타이베이인 여성.
- 정한헌 : 마에다 히로미쓰 역

일본 도쿄 지역의 사업가.
- 박연주 : 마에다 히데코 역

일본 도쿄 지역의 사업가 마에다 히로미쓰의 조카딸.
- 백찬기 : 야마구치 시라마쓰 역

일본 도쿄 지역의 사업가.
- 안혜리 : 야마구치 사다코 역

일본 도쿄 지역의 사업가 야마구치 시라마쓰의 조카딸.
- 송경철 : 히라타 미쓰오 역

일본 순사.
- 노사강 : 장남득 역

선희 아버지
- 최은숙 : 길풍숙 역

선희 어머니
- 김경란 : 길태숙 역

경기도 용인 기흥면 사는 선희 큰이모. 길풍숙의 친정 큰언니. 부군(작고한 서영감)을 상배한 과부로, 자녀들(1남 2녀)은 모두 기혼 및 성가.
- 김희 : 김희섭 역

경기도 용인 기흥면 사는 길태숙 여사의 같은 동네 주민 집안의 자녀.
- 임용규 : 임용균 역

경기도 용인 기흥면 사는 길태숙 여사의 같은 동네 주민 집안의 자녀.
- 김수천 : 조수원 역

경기도 용인 기흥면 사는 길태숙 여사의 같은 동네 주민 집안의 자녀.
- 강희주 : 박광순 역

경기도 용인 기흥면 사는 길태숙 여사의 같은 동네 주민 집안의 자녀.
- 성명순 : 이숙진 역

충청남도 공주 장기면 사는 선희 외조모. 길풍숙 형제자매들의 친정 어머니. 부군(작고한 길영감)을 상배한 과부. 자녀들은 2남 3녀(5남매).
- 문미봉 : 충북 청주댁 한유선 역

충청남도 공주 장기면 사는 선희 외조모 이숙진의 같은 동네 노파.
- 배건식 : 문용웅 역

충청남도 공주 장기면 지역의 농장주(문낙희)의 용띠 13세 막내 아들. 청주댁 한유선과, 작고한 문영감의 첫째 아들(문낙희)이 그의 아버지.
- 김문찬 : 문상웅 역 (우정출연)

충청남도 아산 도고면 지역의 농장주(문도희)의 뱀띠 12세 막내 아들. 청주댁 한유선과, 작고한 문영감의 둘째 아들(문도희)이 그의 아버지.
- 유인촌 : 강석찬 역 (우정출연)

경상남도 진주 지역의 농장주.
- 송기윤 : 미우라 히로타로 역 (우정출연)

일본 교토 변두리 지역의 농장주.